# 5217 Chaozhou
5217 Chaozhou eller 1966 CL är en asteroid i huvudbältet som upptäcktes den 13 februari 1966 av Purple Mountain-observatoriet i Nanjing, Kina. Den är uppkallad efter den kinesiska staden Chaozhou.
Den tillhör asteroidgruppen Nysa.